# نورسوود (اوهایو)
نورسوود(به انگلیسی: Northwood) شهری در ایالت اوهایو کشور ایالات متحده آمریکا است که جمعیت آن در سرشماری سال ۲۰۱۰ میلادی، ۵٬۲۶۵ نفر بوده‌است.